# Eva Speyer

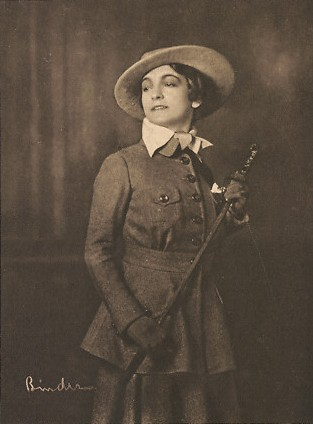
Eva Speyer auf einer Fotografie von Alexander Binder

Eva Esther Speyer (auch Eva Speier und Eva Speyer-Stoeckel; * 24. August 1882 in Berlin; † 13. August 1975 in Mombasa, Kenia) war eine deutsche Schauspielerin.

## Leben und Wirken
Die Tochter des Börsenmaklers und späteren Spirituosengroßhändlers Fedor Speyer und seiner Frau, der Modistin Wilhelmine, geb. Mahn, erhielt ihre Ausbildung zur Schauspielerin an der Marie-Seebach-Schule und gab ihr Debüt 1904 in Hirschberg. 1905 trat sie in Posen auf und von 1906 bis 1908 am Schauspielhaus Düsseldorf. Dort lernte sie Otto Stoeckel kennen, den sie 1907 heiratete. 1908 schiffte sie sich nach Nordamerika ein und stand in Milwaukee, Chicago und 1909 in New York auf der Bühne.
Im November 1910 kehrte sie nach Deutschland zurück und spielte an Berliner Bühnen wie dem Lessingtheater, Trianon-Theater und dem Kleinen Theater. Paul Otto ermunterte sie 1911, eine Rolle beim neuen Medium Film zu übernehmen. In den kommenden Jahren entwickelte sich Eva Speyer zu einem der frühen Stars des deutschen Stummfilms. Sie spielte vorwiegend leidende Frauen in Melodramen, so auch im zweiten Teil von Richard Oswalds vielbeachtetem Aufklärungsfilm-Zyklus Es werde Licht!. 1918 heiratete sie in zweiter Ehe Robert Ebert (1882–1926), den Inhaber der Ebert-Film GmbH, in dessen Produktionen sie nun stets in Hauptrollen besetzt wurde. Das spätere Union-Filmtheater am Senefelder Platz in Berlin-Prenzlauer Berg wurde ihr zu Ehren bei seiner Gründung 1919 Eva-Speyer-Lichtspiele benannt.
1921 zog sich Eva Speyer für einige Jahre vom Filmgeschäft zurück, ehe sie ab 1925 in kleineren Rollen wieder mehrmals jährlich auf der Leinwand zu sehen war. Zuletzt meist nur noch für sekundenkurze Auftritte engagiert, fand ihre Karriere mit der Machtübernahme der Nationalsozialisten 1933 gänzlich ein Ende, da ihr als „Halbjüdin“ eine Teilnahme am öffentlichen Kulturbetrieb verwehrt wurde. 1935 emigrierte Eva Speyer in die ehemals deutsche, nunmehr unter britischem Mandat stehende Kolonie Tanganjika, wohin eine ihrer Töchter bereits 1933 ausgewandert war. In Ostafrika konnte sie in ihrem angestammten Beruf nicht mehr Fuß fassen, sondern verdiente ihren Lebensunterhalt als Haushälterin, Krankenschwester und Kindermädchen. Später übersiedelte sie mit ihrer Familie in die kenianische Hauptstadt Nairobi und 1968 schließlich nach Mombasa, wo sie kurz vor ihrem 93. Geburtstag als eine der letzten Protagonistinnen aus der Frühzeit des deutschen Spielfilms starb.

## Filmografie (Auswahl)
- 1911: Nora
- 1912: Zweimal gelebt
- 1912: Die Hochzeitsfackel
- 1912: Schwarzes Blut
- 1912: Die gelbe Rasse
- 1912: Zwei Verirrte
- 1912: Dämone der Tiefe
- 1913: Das Fischermädchen von Skagen
- 1913: Entsagungen
- 1913: Auf dem Felde der Ehre
- 1913: Madame Incognito
- 1913: Denn die Elemente hassen…
- 1913: Zwischen Himmel und Erde
- 1913: Fabrik-Marianne
- 1913: Das Werk
- 1914: Der Flug zur Westgrenze
- 1914: Die Statue
- 1915: Die Schwestern
- 1915: Der Geisterseher
- 1915: Der Talisman
- 1916: Friedrich Werders Sendung
- 1916: Die Nacht von Cory Lane
- 1916: Du sollst nicht richten
- 1917: Der Weg ins Freie
- 1917: Das Buch des Lasters
- 1917: Die Flucht des Arno Jessen
- 1917: Die zweite Frau
- 1918: Es werde Licht!, 2. Teil
- 1918: Mouchy
- 1918: Arme Fee
- 1918: Das Kainszeichen
- 1918: Die schlafende Maschine
- 1919: Die letzten Menschen
- 1919: Mazeppa, der Volksheld der Ukraine
- 1919: Die Arche
- 1920: Der galante König
- 1920/22: Louise de Lavallière – Am Liebeshof des Sonnenkönigs
- 1921: Der Silberkönig (4 Teile)
- 1925: Die Frau von vierzig Jahren
- 1925: Volk in Not
- 1926: Hölle der Liebe
- 1926: Kubinke, der Barbier, und die drei Dienstmädchen
- 1926: Der Seekadett
- 1926: Liebeshandel
- 1926: Die Königin des Weltbades
- 1926: Der Jüngling aus der Konfektion
- 1926: Das graue Haus
- 1927: Jahrmarkt des Lebens
- 1927: Dirnentragödie
- 1927: Vom Leben getötet
- 1927: Dr. Bessels Verwandlung
- 1928: Die schönste Frau von Paris
- 1928: Die seltsame Nacht der Helga Wangen
- 1928: Die Siebzehnjährigen
- 1928: Unter der Laterne
- 1929: Madame Lu, die Frau für diskrete Beratung
- 1929: Verirrte Jugend
- 1929: Die fidele Herrenpartie
- 1929: Das Recht der Ungeborenen
- 1929: Der Narr seiner Liebe
- 1930: Namensheirat
- 1932: Ich bleib’ bei Dir
- 1932: Der weiße Dämon